# Дробное интегро-дифференцирование
Дробное интегро-дифференцирование в математическом анализе — объединённый оператор дифференцирования/интегрирования, порядок которого может быть произвольным вещественным или комплексным числом. Используется в дробном математическом анализе.
Обычно оператор  производной/интеграла дробного порядка обозначается
следующим образом: {\displaystyle \mathbb {D} _{t}^{q}.}

## Определения
Три наиболее употребительных формулы:
- Дифферинтеграл Римана — Лиувилля

Самая простая и часто употребляемая формулировка. Эта формула является обобщением до произвольного порядка формулы повторного интегрирования Коши.
| {\displaystyle {}_{a}\mathbb {D} _{t}^{q}\,f(t)} | {\displaystyle ={\frac {d^{q}\,f(t)}{d(t)^{q}}}=}                                                                        |
|                                                  | {\displaystyle ={\frac {1}{\Gamma (q-n)}}{\frac {d^{n}}{dt^{n}}}\int \limits _{a}^{t}(t-\tau )^{n-q-1}f(\tau )\,d\tau ,} |
где {\displaystyle n=\lceil q\rceil }.
- Дифферинтеграл Грюнвальда — Летникова

| {\displaystyle {}_{a}\mathbb {D} _{t}^{q}\,f(t)} | {\displaystyle ={\frac {d^{q}\,f(t)}{d(t-a)^{q}}}=} |
|                                                  | {\displaystyle =\lim _{N\to \infty }\left[{\frac {t-a}{N}}\right]^{-q}\sum _{j=0}^{N-1}(-1)^{j}{q \choose j}f\left(t-j\left[{\frac {t-a}{N}}\right]\right).} |
- Интегро-дифференцирование Вейля

Формально похоже на интегро-дифференцирование Римана — Лиувилля, но распространяется на периодические функции с равным нулю интегралом по периоду.

## Определения через преобразования
Обозначим непрерывное преобразование Фурье, как {\displaystyle {\mathcal {F}}}:
{\displaystyle F(\omega )={\mathcal {F}}\{f(t)\}={\frac {1}{\sqrt {2\pi }}}\int \limits _{-\infty }^{\infty }f(t)e^{-i\omega t}\,dt.}
В Фурье-пространстве дифференцированию соответствует произведение:
{\displaystyle {\mathcal {F}}\left[\mathbb {D} f(t)\right]={\mathcal {F}}\left[{\frac {df(t)}{dt}}\right]=i\omega {\mathcal {F}}[f(t)].}
Поэтому,
{\displaystyle \mathbb {D} f(t)={\mathcal {F}}^{-1}\left\{(i\omega ){\mathcal {F}}[f(t)]\right\},}
что сводится к
{\displaystyle \mathbb {D} ^{q}\,f(t)={\mathcal {F}}^{-1}\left\{(i\omega )^{q}{\mathcal {F}}[f(t)]\right\}.}
При преобразовании Лапласа, здесь обозначенном {\displaystyle {\mathcal {L}}}, дифференцирование заменяется умножением
{\displaystyle {\mathcal {L}}\left[{\frac {df(t)}{dt}}\right]=s{\mathcal {L}}[f(t)].}
Обобщая для произвольного порядка дифференцирования и решая уравнение относительно {\displaystyle \mathbb {D} ^{q}f(t)}, получаем
{\displaystyle \mathbb {D} ^{q}\,f(t)={\mathcal {L}}^{-1}\left\{s^{q}{\mathcal {L}}[f(t)]\right\}.}

## Основные свойства
- Линейность:

{\displaystyle \mathbb {D} _{t}^{q}\,(f(t)+g(t))=\mathbb {D} _{t}^{q}\,f(t)+\mathbb {D} _{t}^{q}\,g(t);}
{\displaystyle \mathbb {D} _{t}^{q}\,(af(t))=a\,\mathbb {D} _{t}^{q}\,f(t).}
- Правило нуля:

{\displaystyle \mathbb {D} _{t}^{0}\,t=t.}
- Дробное интегро-дифференцирование произведения:

{\displaystyle \mathbb {D} _{t}^{q}\;(f(t)g(t))=\sum _{j=0}^{\infty }{q \choose j}\mathbb {D} _{t}^{j}\,f(t)\,\mathbb {D} _{t}^{q-j}g(t).}
- Полугрупповое свойство:

{\displaystyle \mathbb {D} _{t}^{a}\mathbb {D} _{t}^{b}\,f(t)=\mathbb {D} _{t}^{a+b}f(t).}
в общем случае не выполняется.

## Некоторые важные формулы
- {\displaystyle \mathbb {D} ^{q}(t^{n})={\frac {\Gamma (n+1)}{\Gamma (n+1-q)}}t^{n-q};}
- {\displaystyle \mathbb {D} ^{q}(\sin(t))=\sin \left(t+{\frac {q\pi }{2}}\right);}
- {\displaystyle \mathbb {D} ^{q}(e^{at})=a^{q}e^{at}.}